# بريسيلا دي أوليفيرا أزيفيدو
الرائد بريسيلا دي أوليفيرا أزيفيدو (بالإنجليزية: Pricilla de Oliveira Azevedo)‏ (من مواليد عام 1978) هي ضابطة شرطة برازيلية فازت بجوائز دولية لشجاعتها ونزاهتها.

## حياتها
وُلدت بريسيلا دي أوليفيرا أزيفيدو في عام 1978 وترعرعت في منطقة ريو دي لارينخيراس. اعتقلت أزيفيدو بنفسها الأشخاص الذين اختطفوها في وقت سابق واحتجزوها.
حصلت بريسيلا دي أوليفيرا أزيفيدو على جائزة المرأة الدولية الشجاعة في عام 2012.
وفي عام 1998، انضمت أزيفيدو إلى الشرطة العسكرية في ولاية ريو دي جانيرو، ثم بدأت العمل في عام 2000 في عمليات القمع في الشوارع وكتائب الشرطة. وفي عام 2007 تم اختطافها ومهاجمتها، لكنها تمكنت من الفرار وتمكنت من اعتقال ثلاثة من خاطفيها. تم تعيينها في عام 2008 مسئولة عن «وحدة تهدئة الشرطة» (UPP) الأولى في ريو دي جانيرو، في فافيلا من سانتا مارتا. وأصبحت أزيفيدو منذ يناير 2014 رئيسة وحدة تهدئة الشرطة في روسينيا، والتي أصبحت رئيسًا لها في عام 2013 بعد اتهام ضباطها بالتورط في اختفاء رجل محلي.
حصلت أزيفيدو على جائزة المرأة الدولية الشجاعة لعام، وسمتها فيجا المُدافعة عن المدينة.